# فرودگاه رجینا، گویان
 فرودگاه رجینا، گویان (به انگلیسی: Régina Airport) یک فرودگاه با کد یاتا REI است که یک باند فرود سنگفرش دارد و طول باند آن ۸۵۰ متر است. این فرودگاه در کشور گویان فرانسه قرار دارد و در ارتفاع ۶ متری از سطح دریا واقع شده است.